# Acronicta leporina
Acronicta leporina là một loài bướm đêm trong họ Noctuidae.

## Hình ảnh

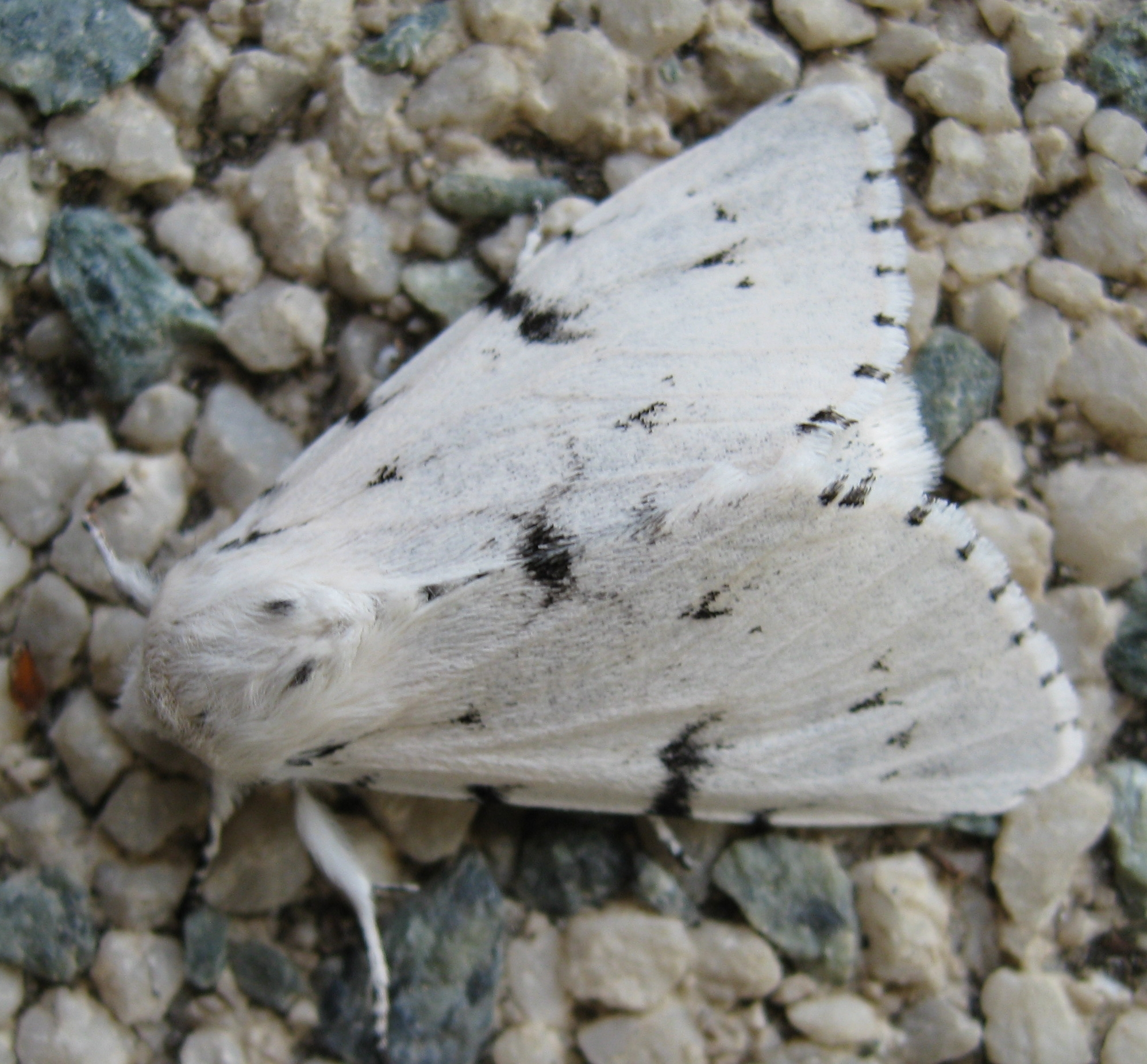
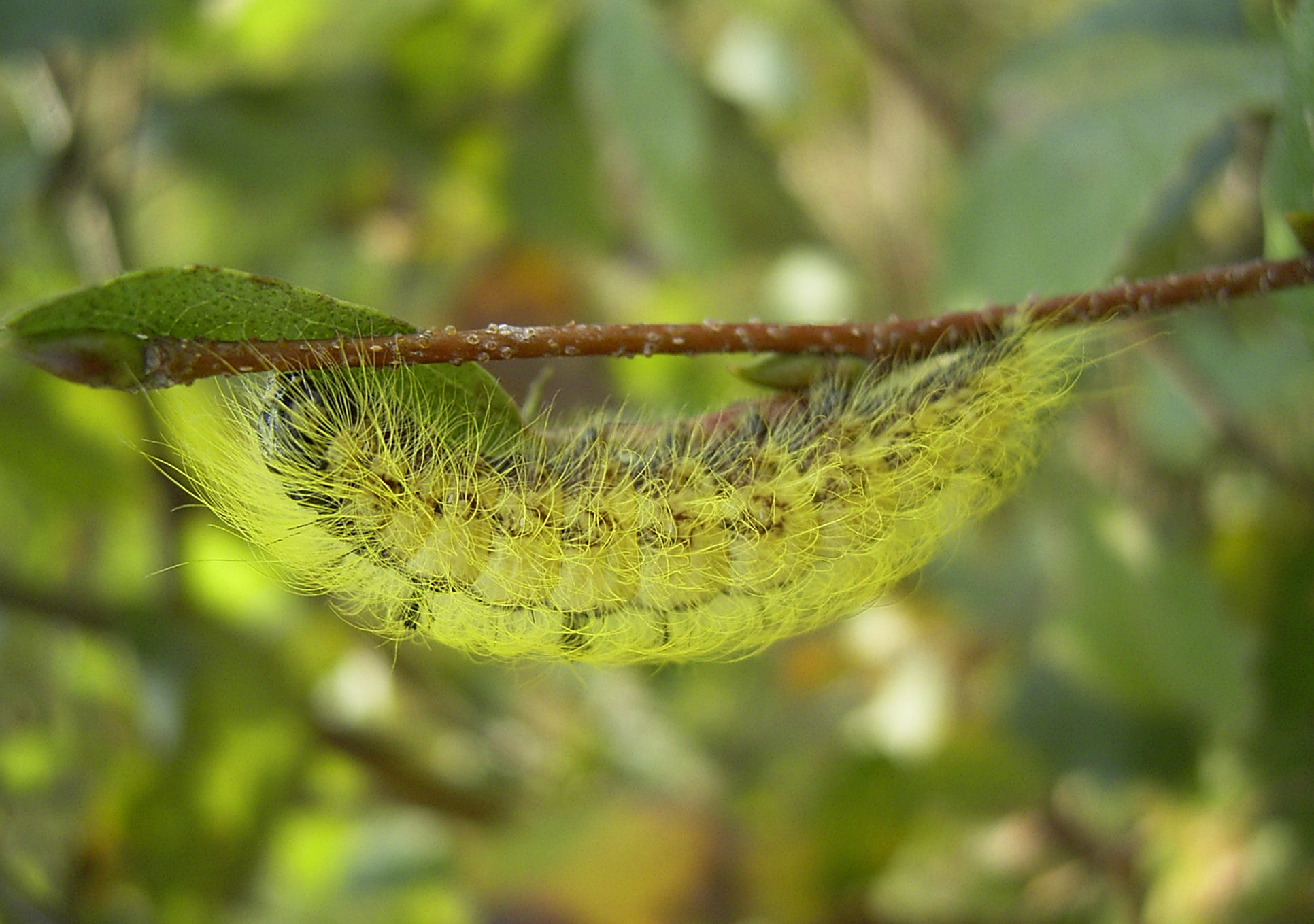
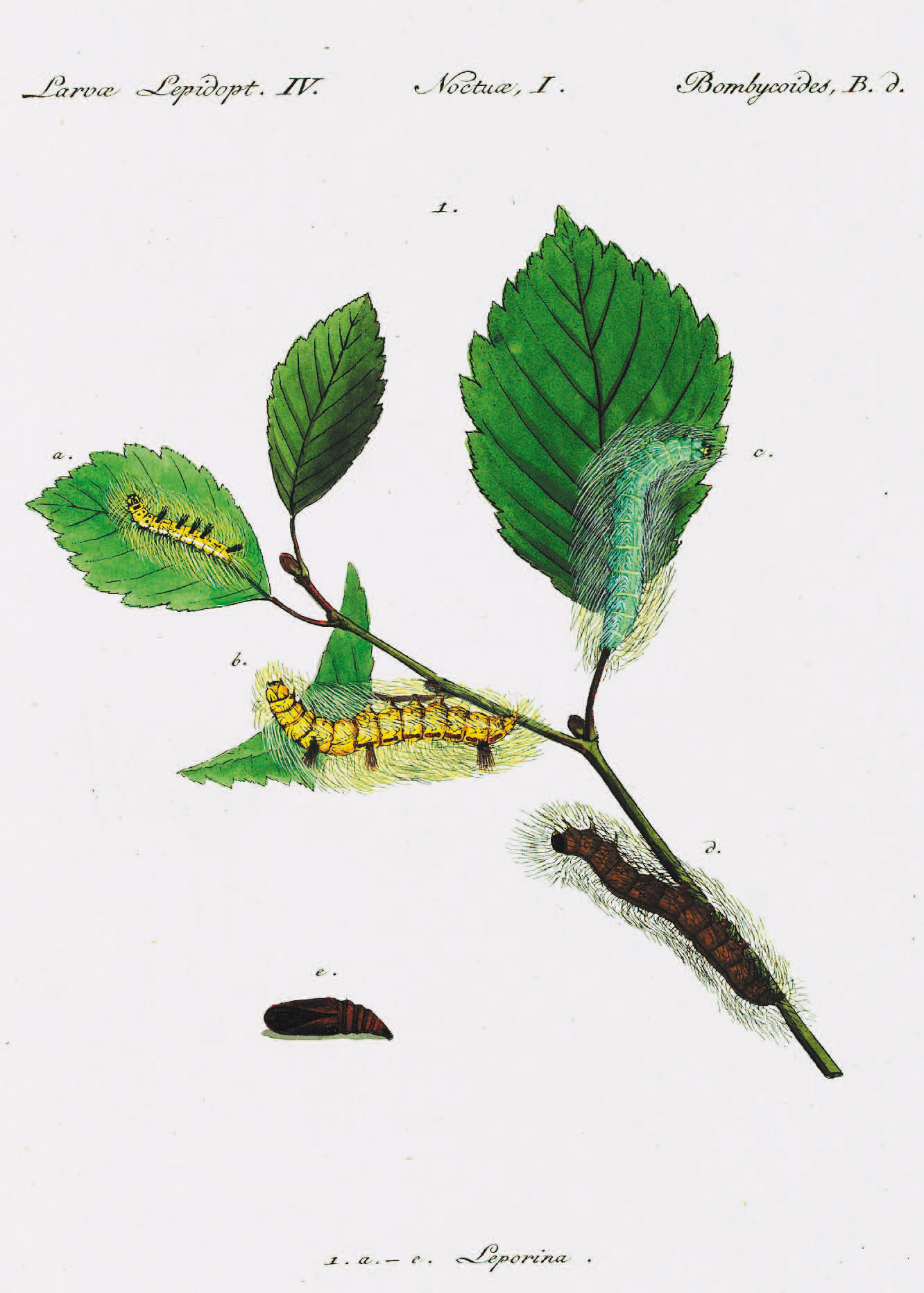
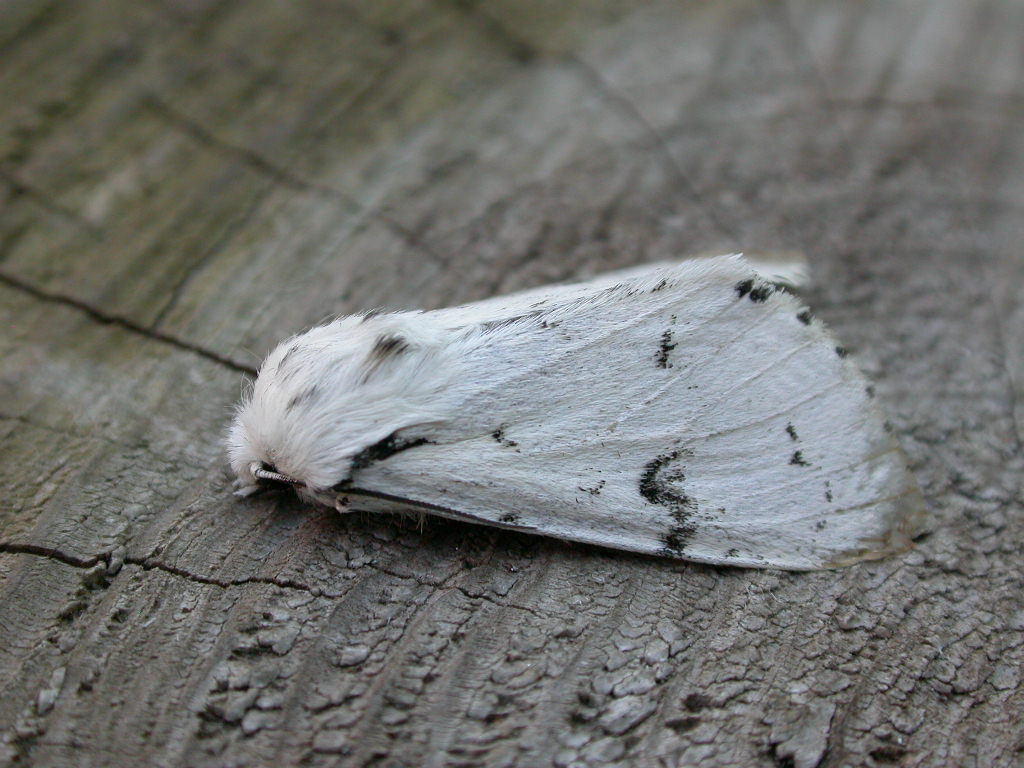